# 決議

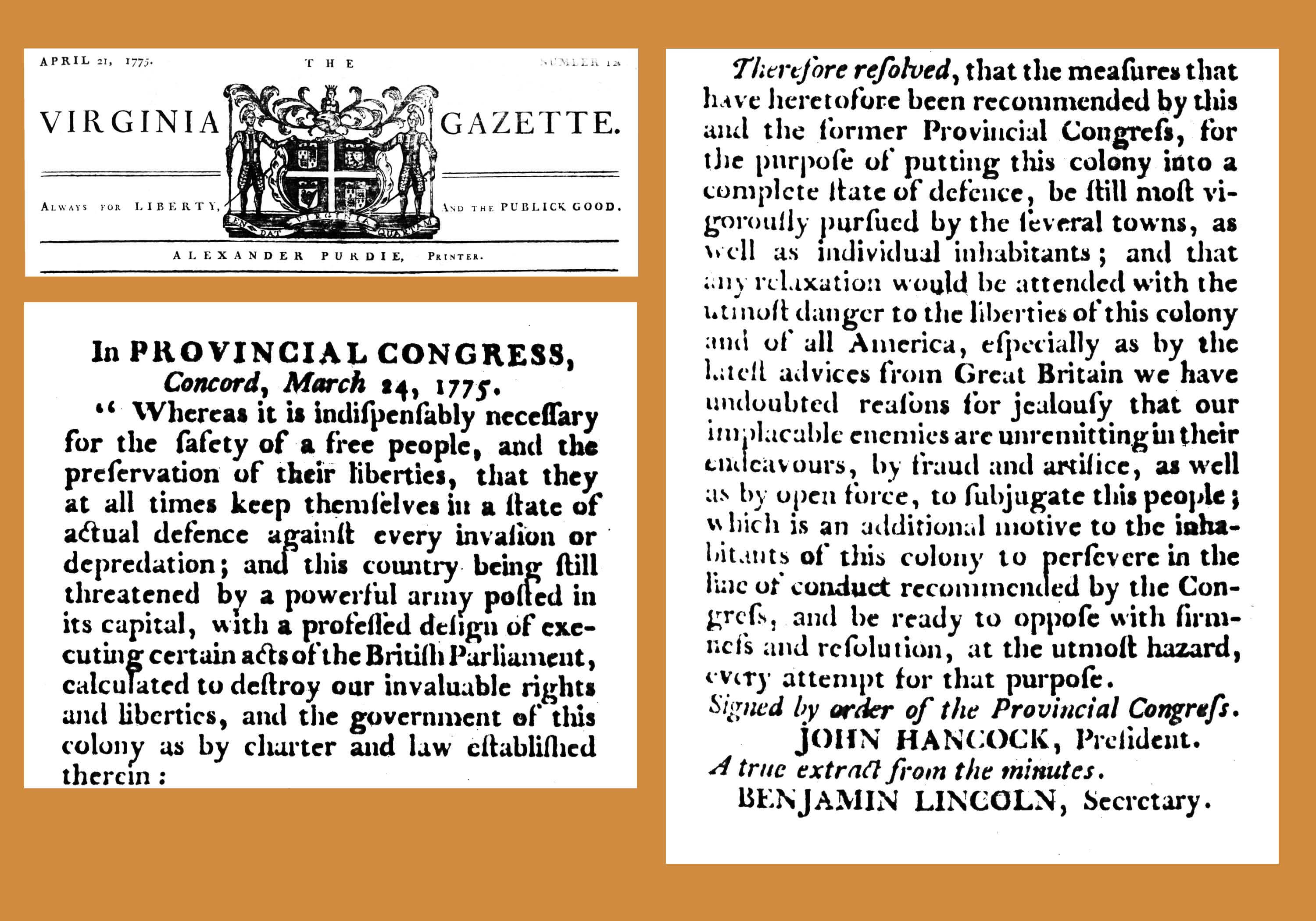
這項由麻薩諸塞省議會於1775年3月24日通過的決議，經約翰·漢考克簽署於萊辛頓和康科德戰役爆發前數週，呼籲該殖民地轉入“全力防禦態勢”。 決議文通常以闡明決議主文之旨趣或事理的「鑑於…」之短句開頭。

決議於法律中是指經合議性團體（如公司董事會或立法機）通過之議案，通常以書面方式提出，亦可代稱為「議決」。

## 企業法人
在同意自家公司買賣不動產之類的重大事務上，自家董事會尤須出之以書面決議。此類決議經公司秘書認證後，可向交易對方保證已獲正式授權進行交易。批准開設銀行帳戶或授權發行公司股票的決議亦在此列。

## 立法機構
在許多立法機構中，「決議」意為已獲批准的議案。
在美國，決議指的是書面議案，而動議則指以口頭形式提出者。
立法機關的院方經常通過無約束力決議。
然而，立法機關也可決議行使非立法權的約束性權力，如美國國會可經由聯合決議案進行宣戰或提出憲法修正案；更可透過決議行使特定權力，如英國下議院選舉議長，或美國眾議院彈劾政府官員。

## 類型

### 無約束力性質
立法機構以「無約束力決議」一詞代指未形成法律的程序措施，來與法案進行區分。而法案就技術上來說也是一種決議。這種無約束力決議通常用以准否其管轄權之外或受憲法保護而無從表決之事宜，如支持一國派出武裝部隊參戰之決議。雖不具法律效力，但其決行即道義上的支持。

### 實質性／程序性
實質性決議適用於基本的法律原則和權利章程，類似於實體法。反之，程序性決議則涉及管制實務之方法和意義。

## 歷史上的決議案之實例
- 北部灣決議案
- 肯塔基及維吉尼亞決議案
- 聯合國大會決議
- 聯合國安全理事會決議
- 戰爭權力決議

## 註解
1. ↑  長篇或重要的議案通常為書面以便於見採後分發給外界。